# EMF (гурт)
EMF — англійський альтернативний рок-гурт із Сіндерфорда, графство Глостершир, який став відомим на початку 1990-х років завдяки танцювальному хіту Unbelievable. Протягом восьми років, з 1989 по 1997 рік, гурт EMF випустив три студійні альбоми. Їхній перший сингл «Unbelievable» посів 3 місце в британському чарті синглів і став хітом номер один в чарті Billboard Hot 100 США. Їхній перший альбом Schubert Dip посів третє місце в UK Albums Chart.

## Назва гурту
Назва EMF — це нібито ініціали від Epsom Mad Funkers, так називався фан-клуб гурту New Order у 1989 році.

## Біографія

### Формування (1989)
Усі учасники гурту були відносно добре відомі на музичній сцені Forest of Dean ще до створення EMF у Сіндерфорді в жовтні 1989 року. Клавішник і гравець на семплері, Деррі Браунсон (Derry Brownson), створив гурт під назвою Flowerdrum, але пішов, щоб утворити гурт EMF, до складу якого увійшли:
- бас-гітарист Зак Фолі (Zac Foley);
- барабанщик Марк Деклодт (Marc Decloedt);
- DJ Milf;
- соліст Джеймс Аткін (James Atkin);
- гітарист Ян Денч (Ian Dench) відомий, як гітарист Apple Mosaic.

Музика гурту EMF була класифікована як інді-рок. Вони гастролювали Великобританією в 1990 році разом з гуртом Stereo MCs.

### Альбоми Schubert Dip та Stigma (1990–1992)
У 1990 році їхній дебютний сингл «Unbelievable» очолив хіт-паради багатьох країн світу, досягнувши першого місця в США в липні 1991 року. Сингл містив фрагменти висловлювань коміка Ендрю Дайса Клея (Andrew Dice Clay). У 1991 році EMF випустили свій перший альбом Schubert Dip, який посів 3 місце у Великобританії.
Автор пісень Ян Денч пояснив назву так: «Якщо мені не вистачає послідовності акордів, я візьму один із Шуберта».
Успішними синглами з альбому були «I Believe», «Children» і «Lies». Сингл «Lies» містив зразок голосу Марка Чепмена, вбивці Джона Леннона. Йоко Оно, дружина Леннона, домоглася судової заборони, наступні перевидання містили вже модифіковану версію синглу «Lies».
Альбом Schubert Dip (1991) розійшовся двомільйонним тиражем.
У 1992 році EMF випустили мініальбом Unexplained (включно з кавер-версією «Search and Destroy»). А пізніше вийшов альбом Stigma, другий альбомом EMF, який містив сингли "Getting Through", "They're Here", "It's You That Leaves Me Dry". Порівняно з релізом Schubert Dip, релізи Unexplained та Stigma були повним провалом. Було продано лише 37 тисяч примірників Stigma. Зак Фолі не цурався наркотиків. Він казав: «У часи Stigma, я накачувався будь-чим».
У 1992 році EMF зробили свій внесок у танцювальний альбом-компіляцію під назвою Red Hot + Dance, який випустила некомерційна міжнародна організація Red Hot Organisation, з метою зібрати пожертви для інформування та боротьби з епідемією СНІДу. Внеском EMF була пісня «Unbelievable (The Hovering Feet Mix)». Окрім EMF, до альбому також увійшли пісні таких виконавців: Джордж Майкл (George Michael), Мадонна, Seal, PM Dawn, Ліза Стенсфілд (Lisa Stansfield), Young Disciples, Сабріна Джонстон (Sabrina Johnston), Sly & the Family Stone, Crystal Waters, Tomandandy.

### Альбом Cha Cha Cha та перша перерва (1995–2000)
Третій альбом EMF, Cha Cha Cha, вийшов у 1995 році та містив сингли «Perfect Day» і «Bleeding You Dry». Того ж року EMF об’єдналися з коміками Віком Рівзом (Vic Reeves) і Бобом Мортімером (Bob Mortimer) і записали «I’m a Believer», кавер на пісню The Monkees. Цей сингл досяг 3-ї позиції в британському чарті синглів.
Після виходу синглу Afro King (який не вдався) гурт вперше розпався. Проте всі учасники гурту продовжували займатися музикою. Ян Денч створив інді-рок гурт Whistler, який діяв з 1998 по 2000 рік. Джеймс Аткін створив біг-біт тріо Cooler, а Деррі Браунсон — альтернативне рок-тріо LK. Зак Фолі заснував гурт Carrie.

### Возз'єднання та друга перерва (2001–2006)
У 2001 році EMF знову зібрались і відіграли концерт у Лондоні. Вони також випустили альбом найбільших хітів Epsom Mad Funkers: The Best of EMF.
Зак Фолі помер 3 січня 2002 року у віці 31 року від передозування наркотиками.
Після його смерті EMF відіграли ще чотири концерти наприкінці 2002 року, перш ніж знову розпастися.

### Друге возз'єднання (2007–2009)
У 2007 році гурт реформувався, і 18 грудня дав одноразовий концерт у нічному клубі Scala, що поблизу залізничної станції Кінгс-Крос, Лондон. Місце Фолі зайняв Річард Марч (Richard March), колишній учасник Pop Will Eat Itself і Bentley Rhythm Ace.
9 жовтня 2008 року EMF грали на Портсмутському фестивалі. А в листопаді того ж року підтримували гурт Carter the Unstoppable Sex Machine в музичних закладах O2 Academy Birmingham (Бірмінгем) та O2 Academy Brixton (Лондон).
У травні 2009 року EMF оголосили, що через особисті проблеми група найближчим часом більше не дасть концертів, тим самим завершивши друге возз'єднання.

### 2012 і до нашого часу
У 2012 році гурт реформувався, щоб 18 і 19 травня разом із гуртами Levellers і Dodgy зіграти на першому фестивалі Lakefest у Тьюксбері. Під час цього концерту у складі EMF виступив басист Стіві Марш (Stevey Marsh). Гурт виконав всі треки з альбому Schubert Dip. 25 серпня 2012 року гурт був хедлайнером на Westbury Festival. У грудні 2012 року в музичному закладі Gloucester Guildhall гурт виконав всі пісні з альбомів Schubert Dip та Stigma. Концерт був записаний наживо та випущений на Blu-ray/DVD під назвою VideodromeLong Live the New Flesh.
1 жовтня 2016 року гурт виступив хедлайнером на Indie Daze у Лондоні.
У 2020 році гурт випустив вініловий бокс-сет під назвою From Us to You, який охопив всю кар’єру гурту. Він містив усі ремастеровані повноформатні альбоми та четвертий диск, що містив неопубліковані демо-записи та треки, що не входили до раніше випущених альбомів. 1 квітня 2022 року гурт випустив повністю новий альбом під назвою Go Go Sapiens. Його перший сингл, «Sister Sandinista», був випущений 1 березня 2022 року. Гурт також мав короткий тур Великобританією на початку квітня 2022 року.

## Склад гурту

### Теперішні учасники
- Джеймс Аткін (вокал, гітара)
- Ян Денч (гітара, клавішні)
- Стіві Марш (бас)
- Адріан Тодд (барабани)[13][14]
- Деррі Браунсон (клавішні, семпли)

### Колишні учасники
- Зак Фолі (бас), народився 9 грудня 1970, Глостер,[6] помер 2 січня 2002[7]
- DJ Milf (DJ) учасник першого складу гурту, народився 1970
- Джек Стівенс (ударні)
- Тім Стівенс (гітара)[15]
- Марк Деклодт (барабани)
- Річард Марч (бас)

## Діяльність Джеймса Аткіна
З 2010 року Джеймс Аткін викладає музику в Католицькій школі Святого Сімейства в Кіглі, Західний Йоркшир і є гастролюючим учасником гурту Bentley Rhythm Ace. Станом на червень 2020 року він випустив чотири сольні альбоми, включаючи A Country Mile (2014) і Popcorn Storm (2019).

## Дискографія

### Альбоми
| Рік  | Альбом                   | UK | AUS | NZ | US |
| ---- | ------------------------ | -- | --- | -- | -- |
| 1991 | Schubert Dip             | 3  | 44  | 8  | 12 |
| 1992 | Stigma                   | 19 | 143 | —  | —  |
| 1995 | Cha Cha Cha              | 30 | —   | —  | —  |
| 2022 | Go Go Sapiens            | —  | —   | —  | —  |
| 2024 | The Beauty and the Chaos | —  | —   | —  | —  |

### Збірники
| Рік  | Альбом                             |
| ---- | ---------------------------------- |
| 2001 | Epsom Mad Funkers: The Best of EMF |
| 2020 | From Us to You                     |

### Мініальбоми
| Рік  | Назва       | UK | AUS | IRE |
| ---- | ----------- | -- | --- | --- |
| 1992 | Unexplained | 18 | 136 | 16  |

### Сингли
| Назва                                       | Рік  | UK | AUS | BEL (FL) | GER | IRE | NLD | NZ | SWI | US | US Alt | Альбом                             |
| ------------------------------------------- | ---- | -- | --- | -------- | --- | --- | --- | -- | --- | -- | ------ | ---------------------------------- |
| "Unbelievable"                              | 1990 | 3  | 8   | 4        | 9   | 5   | 6   | 12 | 3   | 1  | 3      | Schubert Dip                       |
| "I Believe"                                 | 1991 | 6  | 54  | 32       | 26  | 2   | 28  | 35 | 6   | —  | 10     | Schubert Dip                       |
| "Children"                                  | 1991 | 19 | 49  | —        | 40  | 5   | —   | 39 | 18  | —  | 26     | Schubert Dip                       |
| "Lies"                                      | 1991 | 28 | 159 | —        | 99  | 18  | —   | —  | —   | 18 | 27     | Schubert Dip                       |
| "They're Here"                              | 1992 | 29 | 195 | —        | —   | —   | —   | —  | —   | —  | 27     | Stigma                             |
| "It's You"                                  | 1992 | 23 | —   | —        | —   | —   | —   | —  | —   | —  | —      | Stigma                             |
| "Perfect Day"                               | 1995 | 27 | —   | —        | —   | —   | —   | —  | —   | —  | —      | Cha Cha Cha                        |
| "Bleeding You Dry" (UK promo only)          | 1995 | —  | —   | —        | —   | —   | —   | —  | —   | —  | —      | Cha Cha Cha                        |
| "I'm a Believer" (with Reeves and Mortimer) | 1995 | 3  | 186 | —        | —   | 17  | —   | —  | —   | —  | —      | singles only                       |
| "Afro King"                                 | 1995 | 51 | —   | —        | —   | —   | —   | —  | —   | —  | —      | singles only                       |
| "Incredible"                                | 2001 | —  | —   | —        | —   | —   | —   | —  | —   | —  | —      | The Best of EMF: Epsom Mad Funkers |
| "Let's Go"                                  | 2001 | —  | —   | —        | —   | —   | —   | —  | —   | —  | —      | The Best of EMF: Epsom Mad Funkers |
| "Sister Sandinista"                         | 2022 | —  | —   | —        | —   | —   | —   | —  | —   | —  | —      | Go Go Sapiens                      |

### Відео
| Рік  | Назва                                   |
| ---- | --------------------------------------- |
| 1991 | Smoke the Banger (VHS)                  |
| 2013 | Long Live the New Flesh (Blu-ray і DVD) |